# Molí de les Vinyes
El Molí de les Vinyes és una obra d'Argençola (Anoia) inclosa a l'Inventari del Patrimoni Arquitectònic de Catalunya.

## Descripció
Poc queda del que havia estat molí-casa, si veu però, el seu cacau i el que havia sigut bassa, actualment sembrada.
Actualment és un habitatge. En el seu interior s'hi pot observar la volta ogival, una mola i restes de la farinera. Alhora s'observa l'antic accés al molí que actualment està soterrat